# Аравана чорна
Аравана чорна (Osteoglossum ferreirai) — вид тропічних південноамериканських прісноводних риб родини Араванових. Популярна акваріумна риба.

## Зовнішній вигляд
Тіло завдовжки до 90 см, видовжене, стрічкоподібної форми, сильно сплющене з боків. Спинний і анальний плавці дуже довгі та вузькі, майже зливаються з хвостовим плавцем. У спинному плавці 52-58 променів, в анальному 61-67. Луска крупна, у бічній лінії 37-40 лусок. Рот верхній, широкий, на кінці нижньої щелепи два великих рухливих м'ясистих вусика. Молоді особин віком до 4 місяців мають широку чорну смугу, яка іде від грудного до хвостового плавця. Іще одна широка чорна смуга проходить через око. Спинні і анальні плавці чорні. Поступово, з віком, чорне забарвлення втрачається.

## Поширення та спосіб життя
Зустрічається в Південній Америці в басейнах рік Ріу-Негру і Оріноко на території Бразилії і Колумбії. Чисельність стабільна.
Мешкає у мілководних затонах і прибережних ділянках річок з температурою води 24-30 °C. Під час щорічних розливів річки чорна аравана запливає у затоплені заплавні ліси.
Пелагічна риба. Здатна існувати у воді із низьким вмістом кисню. Більшу частину часу чорна аравана повільно плаває біля поверхні води, вусики при цьому спрямовані вперед, виконуючи функцію органів дотику.

## Розмноження
Під час нересту самка відкладає 50-250 ікринок. Самець здійснює їхню інкубацію в ротовій порожнині. Інкубаційний період триває 60 днів. Личинок, що вилупилися, він також носить у роті, поки у них не розсмокчеться жовточний мішок. Мальки переходять до самостійного способу життя маючи розмір 6-8 см.

## Живлення
Полює переважно біля поверхні води. Живиться дрібною рибою і комахами. Ловить також комах, вистрибуючи з води.

## Утримання в акваріумі
Мінімальний об'єм акваріума від 300 л. Найкраще підходять акваріуми видовженої форми, вони повинні бути надійно закриті зверху. Утримують при температурі води 24-28 °C, рН 6,5-6,8 і твердості води до 10°. Обов'язкова аерація, фільтрація води та регулярна заміна на свіжу (до 25 % щотижня).
В акваріумах годують дрібною рибою, дощовими і мучними червами, замороженими і сухими кормами.